# Venatrix
Venatrix là một chi nhện trong họ Lycosidae.